# Khenemetneferhedjet I
Khenemetneferhedjet I Ueret (ẖnm.t nfr-ḥḏ.t-Wrt, "unida amb la corona blanca") va ser una reina egípcia de la XII Dinastia. Era filla del rei Amenemhet II i d'una mare desconeguda per l'egiptologia. Es va casar amb el seu germà i faraó Senusret II, amb qui va tenir al també faraó Senusret III.

## Notícies
| Xnm · t | nfr | HDt | wr · t |

| Xnm · t | nfr | HDt | wr · t |

És probable que sigui la mateixa persona que s'esmenta com a filla d’Amenemhet II en un segell, avui conservat a Nova York. Això significaria que era la germana del seu marit. Ella i Nofret II han estat identificades definitivament com a dues de les reines consorts de Senusret II; altres dues possibles esposes són Khenemet i Itaueret. Totes elles eren les seves germanes.
El seu nom era també un títol de reina utilitzat a l'època: khenemetneferhedjet significa "Unida amb la corona blanca". El seu nom addicional, Ueret, significa "gran" o "el vell" i probablement es va utilitzar per diferenciar-la de les altres amb aquest nom.
Khenemetneferhedjet apareix mencionada en un segell trobat a Kahun (avui conservat a Tonbridge), en un papir també de Kahun (avui a Berlín), en una estàtua (conservada al British Museum) i al complex piramidal del seu fill. Probablement va ser enterrada al complex piramidal de Kahun construït pel seu marit.

## Títols
Els seus títols coneguts eren els següents: 
- Dona del Rei
- Mare del Rei
- Dama de les Dues Terres
- Filla del Rei (en el cas que sigui la mateixa persona que la princesa anomenada al segell d'Amenemhet II)[1]
- Germana del Rei (en el cas que sigui la mateixa persona que la princesa anomenada al segell d'Amenemhet II)[1]